# Макс Линдер
Габриэль-Максимилиан Лёвьель (фр. Gabriel-Maximilien Leuvielle), более известный под артистическим псевдонимом Макс Линде́р (фр. Max Linder; 16 декабря 1883 — 31 октября (1 ноября ?) 1925) — французский актёр-комик, сценарист и режиссёр немого кино.
Родился в департаменте Жиронда на западе Франции. Уже в 18 лет принят в труппу театра в Бордо, где был занят в классическом репертуаре. С 1905 года становится одним из главных актёров, а с 1908 года — ведущим комиком киностудии Pathé. Известно более чем о 200 его кинофильмах (хотя, например, доктор искусствоведения Ростислав Юренев насчитывает их не менее 500), из которых около половины он создал сам как сценарист и режиссёр.
Во время Первой мировой войны участвовал в боевых действиях. Был ранен и, кроме того, испытал глубокое психологическое потрясение.
В 1916 году уехал в США. Снимал среднеметражные и полнометражные фильмы, но достичь успеха, сопоставимого с прежним, не сумел. Разрушительные военные воспоминания, период творческой невостребованности привели актёра к прогрессирующей депрессии. Вечером 30 октября 1925 года вместе с молодой женой Элен Петерс совершил самоубийство (физическая смерть наступила только сутки спустя).
Созданный им персонаж Макс стал первым в международном кинематографе экранным образом, повторяющимся от фильма к фильму, легко узнаваемым и запоминающимся: элегантный костюм, цилиндр, трость, тёмные усики, ослепительная улыбка. Его творчество характеризуется переходом от примитивного, физиологического комизма пинков и падений к поиску смешного в характере и психологии персонажа, юмора нестандартных ситуаций и обстоятельств. Их источником являлись то влюблённость, то опьянение, то чрезмерная активность героя Макса Линдера, его самонадеянность и легкомыслие. Раннее творчество актёра оказало заметное влияние на Чарли Чаплина и Бастера Китона. Чаплин не раз говорил, что если на двадцать третьем году жизни у него появилось желание сниматься в кино, то причиной тому было его восхищение французским киноактером Линдером.

## Биография

### Ранние годы
Габриэль-Максимилиан Лёвьель родился 16 декабря 1883 года близ Сан-Лубе департамента Жиронда на западе Франции в семье зажиточных виноделов Жана и Сюзанны Лёвьель. Кроме него, в семье росли братья Морис (1881 года рождения, в будущем станет известным регбистом), Жерар и сестра Марсель (1884 года рождения). В двухлетнем возрасте Габриэль заболел холерой. По указанию прибывшего местного доктора ребёнок был погружён в прогретую печь, что позволило избежать летального исхода. С раннего детства младший Лёвьель был увлечён цирком и балаганом, особенно сильным было первое впечатление от уличного театра «Панч и Джуди». Родители категорически выступали против его артистических устремлений. Вопреки их воле, Габриэль-Максимилиан в 16 лет поступил в консерваторию Бордо на драматический факультет (родители полагали, что он учится живописи). Его интерес стал заметен другу семьи Лёвьелей, мэру городка Сан-Лубе доктору Дункану, который тайно оказывал студенту всяческую поддержку. Через пару лет принят в основной состав труппы местного театра, где играл в пьесах Мольера, Пьера Корнеля и Альфреда де Мюссе. Он поставил родственников перед фактом начала своей артистической карьеры. На сцене ему пришлось выступать под псевдонимом Макс Ласерда́, так как отец категорически запретил ему использовать подлинную фамилию на театральных афишах. В этот период он знакомится с актёром Комеди Франсэз Шарлем Ле Баржи, который рекомендует ему поступить в Парижскую консерваторию музыки и танца. В 1904 году Лёвьель проваливает вступительный экзамен, но, не желая покидать столицу, начинает выступать на вторых ролях в небольших театрах Парижа. В 1905 и 1906 годах актёр повторил попытки поступления в консерваторию, но они также оказались безуспешными. Доходы артиста были невелики, поэтому Габриэль подрабатывал уроками фехтования и позировал для рекламных открыток. Однажды на одном из спектаклей его отметил режиссёр Луи Ганье и предложил несколько ролей на киностудии Pathé. Сам актёр сразу в нескольких интервью так описывал этот ангажемент: «Ко мне в гримёрную принесли записку: „Месье, я видел Ваше представление вчера и готов платить 100 000 франков только за подвижность Ваших глаз. Я удвою сумму, если контракт с моей студией будет эксклюзивным. Пате.“». Французский актёр начала XX века Рене Жан в своей книге «Макс Линдер в театре» (фр. Max Linder et le théâtre, 1965 год) назвал подобные воспоминания сознательно созданным мифом. В 1905 году никто не предложил бы подобный гонорар даже известному артисту. С его точки зрения, речь о 200 000 франках могла идти в 1909 или 1910 годах и только применительно к трёхлетнему контракту. Позже, в одном из интервью 1920-х годов, комик назвал реальную сумму своего гонорара начала кинематографической карьеры — 40 франков в день.

### Сотрудничество со студией Pathé
Габриэль Лёвьель, которому на тот момент было только 22 года, снимается сразу в нескольких короткометражных фильмах киностудии Pathé, ещё не имея сформировавшегося образа. Маленького роста (157 см), с юношескими чертами лица, он играет то подростков или студентов («Первый выход школяра», фр. La Première Sortie d'un collégien, 1905 год, «Его первая сигара», фр. Le Premier Cigare d'un collégien, 1906 год), то суетливого полуслепого старика («Дуэль близорукого господина», фр. Le Duel d'un monsieur myope, 1910 год). При этом он участвует не только в комедиях, но и в мелодрамах («Яд», фр. Le Poison, 1906 год; «Два больших горя», фр. Deux grandes douleurs, 1908 год), драме «Смерть тореадора», фр. La Mort d'un toréador, 1907 год) и даже в мистической феерии Сегундо де Шомона «Сотворение серпантина» (фр. Création de la serpentine, 1908 год).

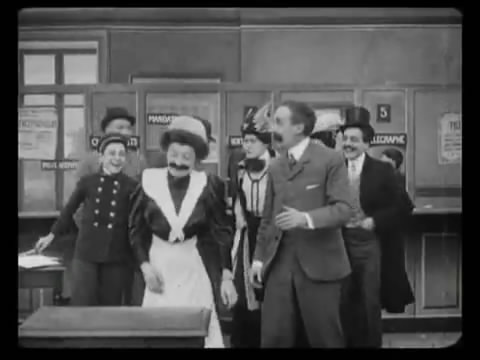
Макс Линдер (крайний справа) в фильме «Склеенные губами» (Lèvres collées, 1906 год)

Впервые в образе «денди», придуманном им самим для усиления комического эффекта, Габриэль Лёвьель появляется в картине «Дебют конькобежца» (фр. Max patineur : Les Débuts d'un patineur, зима 1907 года). Здесь же, опять-таки впервые, используется псевдоним, корни появления которого достоверно не известны. Рассматривается сразу несколько версий. Родственники актёра утверждают, что уже в 1904 году печатались театральные афиши, на которых был использован псевдоним. Габриэль Лёвьель достаточно успешен в театре «Варьете», особенно в пьесах Робера де Флера и Гастона Армана де Кайаве «Микетта и её мамаша» (фр. Miquette et sa mère, 1906 год) и «Король» (фр. Le Roi, 1908 год). Среди актёров труппы были артисты Макс Дирли и Сюзанна Лендер. Чрезвычайно авторитетный историк кино Жорж Садуль с большой долей вероятности считает, что комбинация именно этих имён легла в основу будущего псевдонима комика — Макс Линдер. Другие источники полагают, что фамилия была заимствована у актрисы Марсель Линдер или актёра Марселя Линдера. Наконец, культурный центр «Institut Max Linder», ссылаясь на слова самого артиста, сообщает, что псевдоним был взят с первой попавшейся на глаза вывески сапожника. При этом необходимо учитывать склонность актёра к мистификациям и розыгрышам.
Успех Линдера в «Дебюте конькобежца» практически совпал по времени с отъездом за рубеж ведущего комического актёра студии Pathé Андре Дида (Андре де Шапе): студия «Итала» подписала с ним чрезвычайно выгодный контракт. Перед этим итальянские продюсеры достаточно долго выбирали между Линдером и Дидом. В конечном счёте предложение было сделано последнему. В отсутствие конкурента Макс Линдер выдвинулся на первый план. Популярная ранее у зрителя серия с Андре Дидом, воплощавшим бурлеск-образ Буаро (фр. Boireau «Пьянчужка»; в Италии этого героя назвали Кретинетти, в Российской Империи — Глупышкин), сменилась серией об элегантном Максе: «Макс-жонглёр» (фр. Max jongleur, 1908 год), «Макс и врачиха» (фр. Max et la Doctoresse, 1909 год), «Макс-воздухоплаватель» (фр. Max aéronaute — Max aviateur, 1910 год). Если до 1910 года сюжеты картин с его участием допускали отступления от заданного образа, то с этого периода актёр навсегда вошёл в экранное обличье Макса Линдера. В это же время он полностью отказывается от театральных выступлений. Каждую неделю студия Pathé выпускала не менее одного фильма с его участием. В Париже на Больших бульварах был открыт кинотеатр «Макс Линдер», где демонстрировались только его картины (в 1916 году такой же кинотеатр будет открыт в Москве на Елоховской улице). Вскоре актёр сам стал писать сценарии и режиссировать свои ленты. Гонорары кинематографиста к 1911 году достигли 50 000 франков в год (при заработке среднего служащего в 1200 франков). Его актёрское мастерство росло одновременно со зрительским успехом. О его уровне говорит небывалое внимание всей Франции, прикованное к любой информации о здоровье Макса, попавшего в больницу с приступом аппендицита. В течение нескольких недель страна следит за его выздоровлением, а студия Pathé в это время продолжает регулярно демонстрировать новые фильмы, снятые им ещё до болезни: «Макс ищет невесту», «Макс прозевал богатую невесту», «Макс находит невесту», «Макс женится», «Макс и его тёща» и так далее. При этом у зрителей остаётся впечатление, что они наблюдают реальную хронику жизни любимого актёра (в 1911 году Макс выпустил фильм «Макс выздоравливает» (фр. Max en convalescence), в котором действительно участвовали его отец, мать и сестра).
В этот период Макс Линдер, вероятно, достиг апогея своей славы. Его известность сравнялась, если не превысила, популярность немки Асты Нильсен и американки Мэри Пикфорд. В середине 1912 года он требует у основателя студии Шарля Патэ трёхлетний контракт с годовым доходом почти в 300 000 франков и получает согласие. Это заставляет студию повысить сразу в нескольких странах стоимость билетов на фильмы с участием Макса на 20 %.

### Европейское турне
Широкая популярность Макса Линдера не только во Франции, но и во всей Европе была подтверждена в ходе организованного тура в Германию, Испанию, Португалию и Россию. В Берлине (1912 год) в течение месяца он выступал в мюзик-холле «Винтергартен». При этом процесс кинопроизводства не прекращался: Макс снимался во многих известных местах германской столицы. Полученные эпизоды позже легли в основу ленты «Макс — преподаватель танго» (фр. Max, professeur de tango, 1913 год), всего же в результате съёмок в Германии было выпущено 4 фильма. Немецкие кинопродюсеры предлагают Максу трёхлетний контракт стоимостью 1,5 миллиона франков с дополнительной выплатой неустойки французской стороне, но получают отказ.

Макс Линдер (в центре в кепи) с поклонниками у гостиницы «Астория», Санкт-Петербург, 1913 год

Осенью 1912 года европейское турне продолжено: в Испанию актёр приезжает с другой звездой Pathé — танцовщицей Стасей Наперковской. В Барселоне в обличье матадора он принимает участие в корриде (рога у быка в действительности были искусственными, хотя этот факт оспаривается). Сцена вошла потом в фильм «Макс — тореадор» (фр. Max toréador, 1913 год). Несколькими месяцами позже петербургский журналист H. Брешко-Брешковский выскажет предположение, что в наиболее опасные моменты Линдера заменял профессиональный каскадёр. Взбешённый Макс вызвал публициста на дуэль, которая была отменена только после многократных извинений.
20 ноября 1913 года (по старому стилю) Линдер прибывает на Варшавский вокзал Петербурга, который уже осаждён встречающими поклонниками. Толпа чуть не смяла вышедшего из вагона актёра, а затем, подхватив на руки, отнесла до автомобиля (некоторые источники описывают встречу с ещё большим пафосом: почитатели, якобы, распрягли экипаж кумира и сами тащили карету до кинотеатра). Театральный деятель Илья Шнейдер в книге «Записки старого москвича» вспоминает: «В то время не было ещё Чарли Чаплина, Гарольда Ллойда, Пата и Паташона и Бастера Китона, и на экране царил Макс Линдер. Популярность его была огромна». В числе поклонников комика был даже император Николай II.
Со следующего вечера начались представления в театре Зона. По предложенным условиям, за каждое выступление артист получает 3000 франков и половину выручки. Газеты описывают представление «Любовь и танго» следующим образом. В начале демонстрируется фильм, где Макс, опоздав на поезд, использует все средства передвижения, чтобы прибыть в Россию вовремя. Лента показывает его путешествие на автомобиле, верхом на коне, в корзине воздушного шара. В завершение этого эпизода уже реальный Линдер спускается на канате из падающего аэростата в зал. Экран поднимается. Дальнейшее действие происходит на сцене театра и представляет собой «комическое quiproquo Макса, вынужденного играть роль парикмахера, когда его застает отец возлюбленной». Некоторый оттенок скандальности гастролям добавила газета «Русское слово», сообщившая в номере от 16 (3) декабря о выступлении под видом Макса Линдера его двойника, который был необычайно похож на актёра. Вне выступлений он, несколько изменив внешность, представлялся секретарём знаменитого комика.

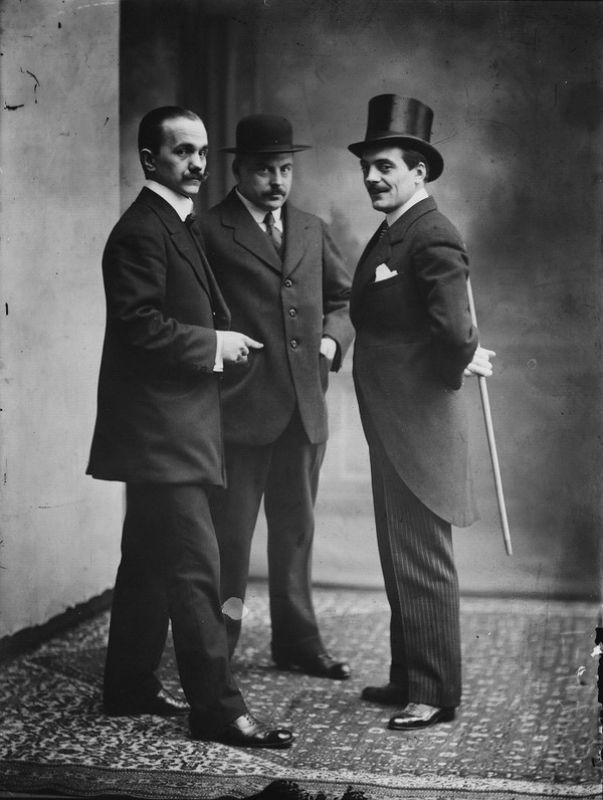
Макс Линдер (справа) в Петербурге. 1913 год

В Москве восторженная молодёжь, главным образом студенты, от вокзала до гостиницы «Метрополь» несли актёра на руках. Встречу Линдера, его прогулки по Москве, как и в других городах Европы, фиксировали многочисленные операторы. В результате этой работы уже через несколько дней были продемонстрированы два фильма: «Макс Линдер и г-жа Прохорова» о страсти к актёру московской купчихи и «Макс Линдер и русская курсистка» о романтической интрижке актёра и студентки в национальном антураже: снег, лихие тройки, храм Василия Блаженного, Царь-колокол. Вечерами же московский театр Зона, как до этого и петербургский, был переполнен.
Однако «живые» выступления Макса вызвали у определённой части зрителей откровенное разочарование. То, что было органичным на экране, на сцене выглядело нелепо: «мнение о короле экрана сводится к тому, что это — изящный мим, обладающий специфически-кинематографическим юмором». Достаточно однообразная мимика и конвульсивные движения, смешные в кинематографе, на сцене теряли смысл, а «опасные» трюки, механизм и секреты которых в зале невозможно было скрыть, более напоминали клоунаду. Поэт Бенедикт Лившиц предполагал, что публика хлопала не ужимкам комедианта, а модному покрою фрака, новому фасону цилиндра и снежной белизне гетр, за которыми «маячил вожделенный призрак Парижа». Редактор журнала «Рампа и жизнь» Леонид Мунштейн назвал события, сопровождавшие пребывание Линдера в Москве, «апофеозом пошлости». Газета «Новое время» сочла съёмки комика в Московском Кремле «выходками еврейского гаера на фоне православных святынь». Фельетонист и театральный критик Влас Дорошевич, напротив, описывает приезд Линдера по-юношески восторженно, называя его «весёлым королём бедноты» и «первым народным артистом». В своих интервью Макс, среди прочих, делал следующее заявление (далее в редакции первоисточника): «Теперь я скверно себя чувствую, а то проехал бы из Москвы через Сибирь в Японию. Побывать в этих странах моя мечта».
Из Москвы Макс Линдер отправился в Киев. На удивление, гастроли в Киеве оказались провальными. Уже второе представление, организованное в цирке, собрало лишь несколько десятков зрителей. Оно было отменено, организаторы объясняли ситуацию чрезвычайно высокими ценами на билеты. Линдер потребовал их снижения, но это не изменило ситуацию. В Одессе, четвёртом городе гастрольного тура, напротив, кроме трёх запланированных представлений, было показано ещё два. Встречу кумира своей юности описал русский прозаик Юрий Олеша:
| Трудно вам передать, как был знаменит Макс Линдер! Духи, папиросы, галстуки, ботинки, покрой, причёски, манеры назывались его именем. — Макс Линдер! — слышалось на улице. — Макс Линдер! Это был маленький, изящный, вертлявый молодой человек, хорошенький, черноглазый, с тоненькими усиками, которого мы всегда видели одетым с иголочки. Цилиндр Макса Линдера! Как много он занимал внимания тогда. Он был настолько невелик ростом, что, взобравшись на ограду кафе, я увидел его цилиндр сверху. Совершенно верно, он был совсем маленький, крошка, маленький франт в цилиндре, в чёрной крылатке, хорошенький, с усиками. <…> Его встречают аплодисментами, он входит между каких-то поручней и исчезает для меня навсегда. Ну, что ж, во всяком случае, я его видел живого, Макса Линдера!.. |

Из Одессы актёр едет в Варшаву, где даёт два представления, и в конце января 1914 года возвращается в Париж.

### В годы Первой мировой войны

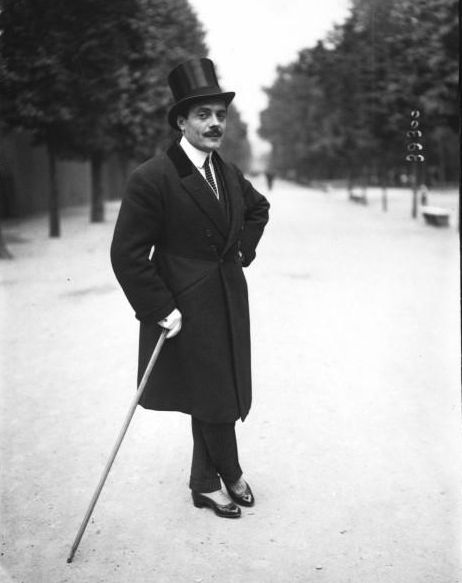
Линдер перед войной, 1914 год

Когда началась Первая мировая война, Макс Линдер был признан негодным к службе по состоянию здоровья, однако он отправился добровольцем в нестроевую часть. Достоверных данных о его чине и характере службы не сохранилось. Относительно точно можно утверждать, что 3 августа 1914 года он передал свой автомобиль на нужды армии и совершал на нём рейсы из Парижа на фронт в качестве водителя-интенданта (позже в США им будет заявлено, что его поездки носили и разведывательный характер). Известно, что однажды автомобиль, который вёл актёр, попал в аварию. Макс выжил, но слухи о его гибели в Марнском сражении моментально разнеслись по Европе. Через несколько дней в Париже была издана фотооткрытка актёра в военном мундире с подписью «Убит под Льежем». Сведения о гибели кумира оказались ложными. По мнению ряда киноведов, эта шумиха была лишь рекламной кампанией, коммерческим ходом по привлечению внимания к комику, популярность которого несколько снизилась.
Нередко утверждение, что артист в составе своего подразделения подвергся газовой атаке. Воздействие отравляющих веществ поставило его на грань жизни и смерти. Сам он упоминал сквозное пулевое ранение в грудь, которое скрыл, не желая беспокоить свою мать. С высокой степенью достоверности можно говорить о перенесённой Максом пневмонии (конец 1914 года), ставшей результатом ночи, проведённой в обледеневшем окопе, где он скрывался от немецких патрулей. Степень соответствия действительности этих фактов различна. Кроме того, публичность и популярность Линдера часто делали его объектом скандальных сенсаций, «заставляя горевать о его преждевременной кончине». Так или иначе, актёр 2 марта 1915 года прервал службу и, истощённый физически и морально, отправился на лечение в один из пансионатов Лозанны на берегу Женевского озера. Уже в мае 1915 года газеты широко освещают его гастроли в Риме, совпавшие по времени со вступлением Италии в войну с Австро-Венгрией. Несколько лет спустя одно английское издание со слов актёра сообщило о том, что эта поездка носила характер дипломатической миссии. Более того, утверждалось, что именно он оказал решающее влияние на принятое итальянским правительством политическое решение. Конец 1915 — начало 1916 годов Линдер провёл в Швейцарии, совмещая профилактическое лечение и съёмки шести новых картин.

### Послевоенные годы

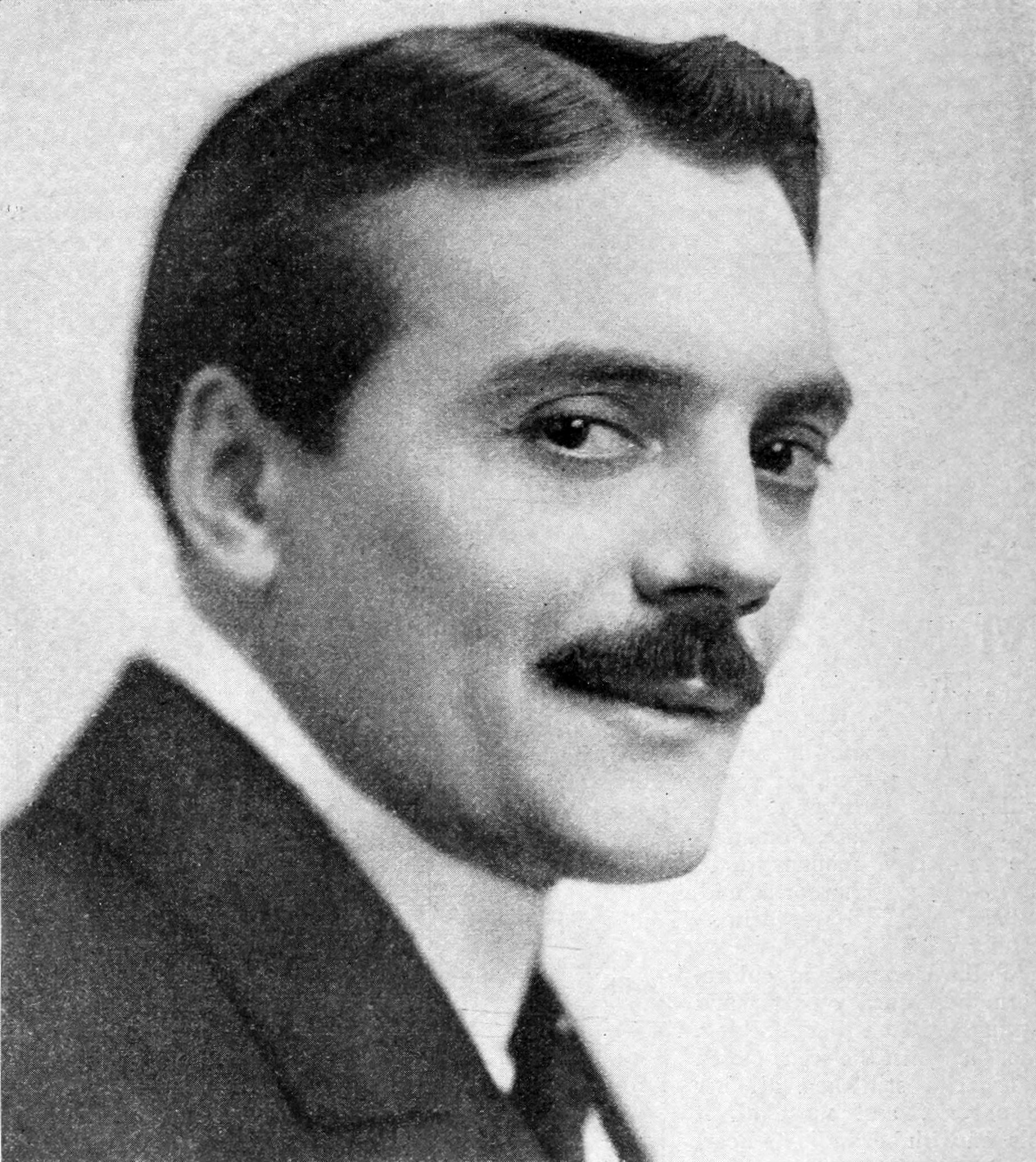
Макс Линдер. 1917 год:
«Когда вы держите руку умирающего товарища, то осознаёте мрачный трагизм жизни. Эта печаль заставляет меня нести больше радости в мир. Я хочу заставить людей смеяться как никогда раньше. Этот опыт добавил новый элемент в мои комедии: смех на грани слез».

В 1916 году Чарли Чаплин покинул Essanay Studios, и компания предложила контракт в 1,5 миллиона долларов французскому комику. В августе Макс Линдер подписывает договор, и в октябре отправляется в Америку. Следует торжественная встреча. Чаплин дарит Линдеру собственное фото с надписью «Максу, единственному, несравненному моему учителю — от ученика». Стороны договора преисполнены эйфорией в ожидании результатов сотрудничества. По контракту запланирован выпуск 12 картин. Фактически же было создано только три: «Макс едет в Америку» или «Макс пересекает океан» (англ. Max Comes Across), «Макс хочет развестись» (англ. Max Wants a Divorce) и «Макс и его такси» (англ. Max and his Taxi). Первая из них не сохранилась, но в пересказе современников это был «трагический бурлеск» о путешествии артиста через Атлантику (съёмки, как это бывало не раз, велись во время реального путешествия Линдера).
Здоровье кинематографиста в этот период подвергалось резким колебаниям. Если в середине мая 1917 года газеты сообщали о резком ухудшении самочувствия, заставившем его даже полностью отказаться от работы, то уже через неделю появилась информация о том, что кризис миновал и Линдер возвращается к созданию четвёртой картины в рамках контракта с Essanay. Тем временем ленты терпят провал одна за другой. Пресса информирует о глубоком нервном расстройстве актёра и необходимости многомесячного перерыва для полноценного лечения. Линдер возвращается в Европу поверженный. Он не хочет ехать в Париж и уединяется в тихом санатории в Шамони.
В 1919 году Макс Линдер возвращается в кинематограф. Он экранизирует пьесу Тристана Бернара «Маленькое кафе» (фр. Le Petit Café, 1919 год). На родине комика лента имела безусловный успех, который, по мнению ряда критиков, базировался на ностальгии французов по обеспеченным и размеренным довоенным временам. Следующий фильм «Священный огонь» (фр. Le Feu sacré, 1920 год) не оказался успешным в прокате. Кинематограф Европы с экономическими и техническими проблемами послевоенного периода не может конкурировать с американским. Линдер отправляется в США и образует студию Max Linder Production, где на собственные средства снимает три фильма: «Семь лет несчастий» (англ. Seven Years Bad Luck, 1921 год), «Будь моей женой» (англ. Be My Wife, 1921 год) и «Три пройдохи» (англ. The Three Must-Get-Theres, 1922 год). Первые две из этих работ были хорошо приняты зрителями по обе стороны Атлантики, хотя в США их прокат был искусственно ограничен. Протекционистское законодательство, действующее в интересах национального производителя, считало картину иностранной, даже если она была снята на территории страны, но финансировалась зарубежными инвесторами. Чтобы избежать ограничений в дальнейшем, фильм «Три пройдохи» был снят на средства, предоставленные формально компанией United Artists, созданной Мэри Пикфорд, Дугласом Фэрбенксом и Чарли Чаплином. Картина, часто выделяемая как лучшая работа Макса Линдера, пародировала сюжет «Трёх мушкетёров» Александра Дюма, а ещё более одноимённую картину 1921 года Дугласа Фэрбенкса. На завершающем этапе выпуска картины актёр попадает в автомобильную аварию и серьёзно травмирует голову. Шесть недель он проводит с повязкой на глазах в тревожном ожидании результатов лечения. К счастью, слепоты удалось избежать.
После двух лет напряжённых съёмок в Лос-Анджелесе Макс Линдер возвращается во Францию. Об успехе «Пройдох» он узнаёт уже дома из поздравительной телеграммы Дугласа Фербенкса: «Ваш фильм в Нью-Йорке имеет огромный успех и восторженные отзывы! Примите поздравления». В 1923—1924 годах Макс Линдер занимается главным образом делами семейными и выпускает лишь короткометражную ленту «На помощь!» (фр. Au secours!). В 1925 году он отправляется в Вену и снимает картину «Король цирка» (нем. Der Zirkuskönig — Clown aus liebe) — «по-венски парадную, но чуть безвкусную, стремительную, но чуть тяжеловесную комедию». В том же году на Всемирной выставке в Париже Макс Линдер был удостоен почётного диплома — второй по значимости награды по классу кинематографа.

### Частная жизнь

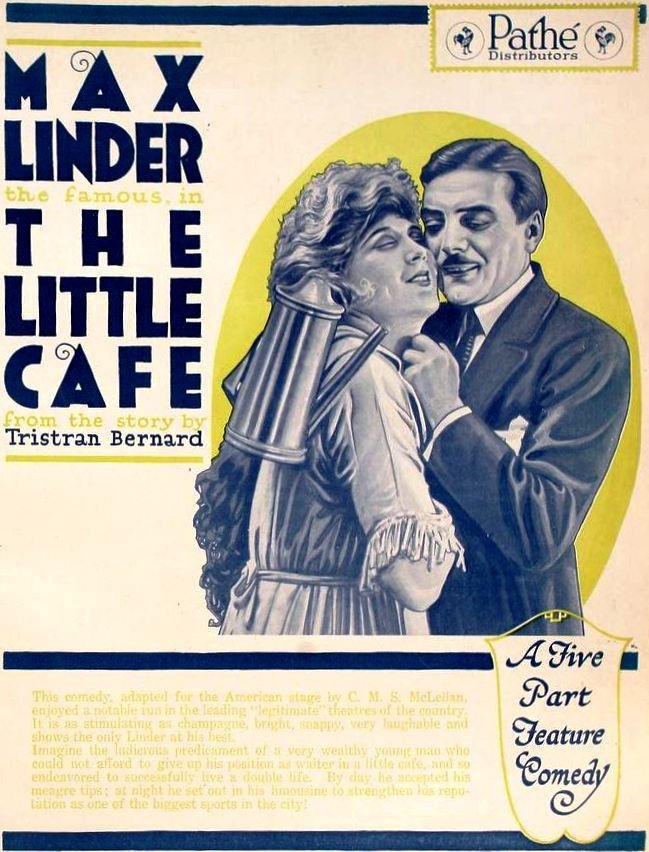
Афиша к кинофильму «Маленькое кафе» для проката в США. 1920 год

Деталей личной жизни Макса Линдера до начала 1920-х годов практически не известно. Любопытство со стороны журналистов в этой сфере он пресекал крайне жёстко. Лишь американское издание намекало однажды на его связь в 1914 году с французской актрисой и танцовщицей Габи Десли.
В 1923 году Макс знакомится с 17-летней Элен Петерс и очень скоро делает ей предложение. Её отец — коммерсант (по другим сведениям — высокопоставленный чиновник), категорически против брака с Линдером, которому уже почти 40 лет. Девушка тайно уезжает с актёром в Ниццу. Полиция по заявлению семьи Петерсов организует розыск. 29 апреля 1923 года Макс Линдер арестован за похищение. Опасаясь развития скандала и широкой огласки, родители Элен отказываются от судебного преследования и дают согласие на свадьбу, которая состоялась 2 августа 1923 года. Через год, 27 июня 1924 года, у пары рождается дочка Мод. Брак омрачается регулярными вспышками патологической ревности Линдера. Имели ли они какие-либо основания, неизвестно, но в одном из писем родным Макс пишет: «я думал, что она ангел, а на самом деле она — монстр».
Ещё в 1910 году во время исполнения трюков в фильме «Макс катается на роликовых коньках» (фр. Max fait du patinage à roulettes) актёр получает серьёзную травму. В процессе реабилитации для обезболивания медики применяют морфины, которые достаточно быстро развивают у Линдера устойчивую привязанность к наркотикам. Пагубная склонность, бесспорно, стала одной из причин, приведшей через несколько лет к трагическому финалу.
В феврале 1924 года Макс и Элен, тогда уже семейная пара, в гостиничном номере в Вене предпринимают попытку самоубийства. Её детали неизвестны. Прибывший врач фиксирует значительную передозировку снотворного, принятого ошибочно, полицейских и судебных дознавателей такая формулировка также устроила.
Осенью 1925 года семья Линдеров приехала в Париж и остановилась в отеле «Балтимор» на Авеню Клебер. По утверждению окружающих, 30 октября они были на просмотре фильма по роману Генрика Сенкевича «Камо грядеши», содержащего сцену двойного самоубийства Петрония и Эвники. Это была итальянская версия «Quo Vadis» 1924 года. Тем же вечером Макс и его 20-летняя жена Элен заперлись в своих апартаментах на четвёртом этаже гостиницы, попросив их не беспокоить. Облачившись в пижамы, они приняли по большой дозе снотворного и ввели морфий. После этого Макс сначала жене, а потом себе вскрыл опасной бритвой кровеносные сосуды на запястьях. Утром следующего дня встревоженная мать Элен Матильда, ожидавшая в 10 утра телефонного звонка от дочери, после многочисленных попыток уговорила персонал вскрыть дверь. Пара находилась в состоянии глубокой комы. Реанимационные мероприятия в частной клинике оказались тщетными. Смерть Элен констатировали в 5 часов вечера, Макса Линдера — около полуночи. Некоторые источники называют более точное время — 00 часов 25 минут 1 ноября 1925 года, что даёт основание им считать днём смерти актёра именно эту дату. Пара предсмертных записок не оставила. Элен была кремирована в Париже и похоронена в присутствии только самых близких родственников. Тело Макса Линдера погребено на его родине в Сен-Лубесе после пышной церемонии в присутствии сотен поклонников талантливого комика.

## Оценки художественного образа
«Он появился на французском экране — изящный щёголь в визитке и полосатых панталонах, в перчатках цвета свежего масла, в цилиндре, с бамбуковой тросточкой и в ботинках на пуговицах и на высоких каблучках. Его пробор безукоризнен, улыбка ослепительна, манеры самоуверенны и грациозны. Только в больших черных глазах можно подчас уловить разочарование и скуку.»
Образ Макса — столичного франта, денди, окончательно сформировался к 1910 году: одетый по последней моде молодой человек из обеспеченной (но не аристократической) семьи. Он ухаживает за девушками, веселится с друзьями и часто выпивает лишнее. У него есть собственная квартира, прислуга. Никогда не работает. В комические ситуации чаще всего попадает из-за мгновенной пылкой влюблённости, сильного опьянения, желания произвести впечатление и тому подобное. По мнению Леонида Трауберга, очевидно, что именно образ дамского угодника обеспечил популярность актёру, привлёк в кино и многие годы удерживал интерес к нему «слабого пола».
Творчество комика не всегда отличалось стабильностью, равномерностью. Вместе с блестящими работами и даже прорывами в кинематографии, сопоставимыми с новаторскими идеями Чаплина, у него есть и слабые, «проходные» картины, в которых сюжет вял и скучен. Техника съёмки, и это относится ко всему кинематографу того периода, ещё крайне примитивна. Если в сцене задействованы несколько актёров, выбирается общий план. Если двое — средний, так называемый «американский» план. Один или два крупных плана за десятиминутную ленту используются лишь для того, чтобы подчеркнуть какую-нибудь деталь. И у Макса Линдера, и у Чарли Чаплина всё подчинено сценарию — актёры, трюки, комизм. Техника, способ подачи материала остаются ещё на втором месте. Камера фиксирует лишь главного героя и его действия. Окружающие Линдера эпизодические персонажи менее карикатурны, чем у Чаплина, они рисуются хоть и гротескными, но реалистичными чертами.

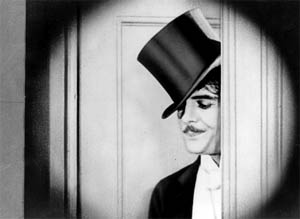
Кадр из фильма «Семь лет несчастья», 1921 год

В актёрской игре Макса Линдера критики отмечают расчётливую скупость комических приемов. Например, в фильме «Макс — жертва хинина» он, совершив несколько нарочито ускоренных движений, сопровождающихся мимикой на грани гримасы, вдруг застывает. Отчасти эта пауза выдержана «для аплодисментов», для того, чтобы дать зрителю возможность вдоволь посмеяться над шуткой. Во время этих секундных перерывов он иногда полностью теряет беззаботное веселье, а внимательный зритель угадывает даже грусть или испуг. Необходимо напомнить, что не персонаж, а Линдер-актёр, реальный человек, был подвержен неврастении. Но именно такие моменты, иногда продуманные, иногда случающиеся под влиянием психофизического состояния, сформировали стиль артиста, его натуру. Жорж Садуль сравнивал такую артистическую манеру с синкопичностью зарождающегося в тот же период джаза .
Иногда комику ставят в упрёк заигрывание со зрителем, использование условных жестов из пантомимы. Например, поднесённая к лицу рука, постепенно раскрывающаяся, словно бутон: знак, что герою только что понравилась женщина.
Следует иметь в виду, что негативная критика комика была минимальной, подавляющее число рецензий носило восторженный оттенок. Французский режиссёр и теоретик кинематографа Луи Деллюк так отзывался об актёре:
Макс Линдер — величайший актёр французского кино. Я восхищаюсь им. Именно он — и притом он один — раньше других добивался простоты, необходимой в киноискусстве. Создавая свои фильмы, он проявил удивительное понимание специфики кино… Ритм его сцен, лаконичность средств выражения, а прежде всего форма его сценариев — большинство из них довольно забавны, а многие и остроумны — доказывают, что он на много лет предвосхитил появление «Авангарда» — ведь ему не умели ни подражать, ни тем более помогать. Максу Линдеру приходилось даже самому учить своих актёров. Это кажется невероятным. Если лет через десять начнут изучать его фильмы, все будут поражены, как много в них было заложено… Он заслуженно пользовался широкой популярностью, ибо знания, искусство, молодость, всё неожиданное и невероятное равно отражены в его комических фантазиях. Вот истинный комик и юморист.

## Творческое наследие и влияние на кинематограф

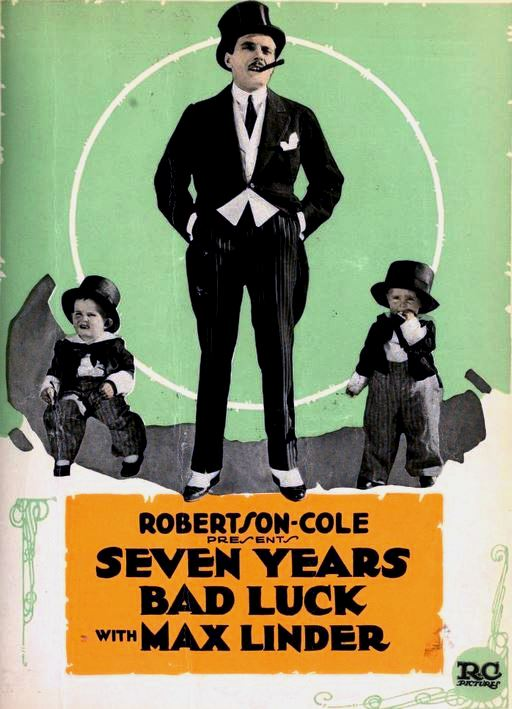
Афиша к кинофильму «Семь лет несчастья» для проката в США, 1921 год

Киноведы считают, что фактическая фильмография Макса Линдера составляет не менее 500 картин. Это утверждение верно, как минимум, на том основании, что ещё в начале 1910 года журнал «Cine Journal» упоминает о 220 его лентах, а репортёр британского издания о кино «Pictures and Picturegoer» во время интервью 1923 года в доме актёра пишет об увиденной им коллекции, состоящей из более чем 400 оригиналов лент. Большая их часть утрачена безвозвратно. Упоминавшийся выше старший брат комика Морис, страдающий слабоумием в результате перенесённого сифилиса, после самоубийства актёра решил спрятать коллекцию. Он собрал все ленты, хранящиеся в доме, и закопал их в саду. Грунтовые воды и насекомые уничтожили плёнки. Титаническую работу по восстановлению фильмотеки предприняла дочь Линдера — Мод. Сразу после суицида родителей она была передана на воспитание родственникам Линдера. О том, кто её отец, о его последнем трагическом решении девушке не сообщали до взрослого возраста. После этого в течение многих лет Мод собирала сохранившиеся копии фильмов Макса в частных коллекциях и государственных хранилищах по всему миру. Удалось восстановить около 200 картин.
В 1963 году Мод подготовила и выпустила в прокат картину «В компании Макса Линдера» (фр. En compagnie de Max Linder), состоящую из трёх лент американского периода творчества: «Будьте моей женой», «Семь лет несчастья» и «Три пройдохи». В 1988 году под её же редакцией был выпущен документально-художественный фильм «Человек в цилиндре» (англ. The Man in the Silk Hat).
Кроме упоминавшегося выше влияния, которое творчество Макс Линдера оказало на Чарли Чаплина и Бастера Китона, часто упоминается его художественная взаимосвязь с работами режиссёров Мака Сеннета — «родителя» так называемых кистоунских комедий и Кинга Видора. Он участвовал в становлении карьеры Мориса Шевалье (дебют которого состоялся в фильме Линдера «По привычке» фр. Par habitude, 1911 год), Рэймонда Гриффита, Адольфа Менжу.
Некоторые находки Линдера кинематографисты позже будут использовать многократно. В фильме «Макс — тореадор» корова, которая куплена для отработки приёмов корриды, в одной из сцен попадает в роскошную спальню. В будущем комизм ситуации с животным в чуждой обстановке будут обыгрывать Бастер Китон («На запад», англ. Go West, 1923 год), Бунюэль (корова в доме маркизы де Икс в фильме «Золотой век», 1930 год), Григорий Александров (стадо, громящее банкетный зал в «Весёлых ребятах») и так далее. В ленте «Макс — виртуоз» лже-пианист, оттягивая момент начала выступления, роняет в рояль пенсне и в его поисках буквально разбирает инструмент по деталям. Аналогичный трюк, но уже с автомобилями, будут проделывать американские комики Лорел и Харди в 1930-е годы. Эпизод, когда героя Леонида Гайдая Балбеса в кинокомедии «Операция „Ы“» смертельно ранят шпагой в сердце, но вместо струившейся крови оказывается вино из разбитой бутылки, — практически дословная цитата из «Трёх пройдох» Линдера. Примеров обращения к творческому опыту кинематографиста можно привести десятки, но, вероятно, самым классическим из них останется эпизод перед зеркалом из ленты «Семь лет несчастья». Слуга и служанка героя случайно разбивают большое зеркало в туалетной комнате. Утром Макс в состоянии сильного алкогольного похмелья идёт бриться. Повар, несколько похожий на хозяина, успевает переодеться в пижаму и зеркально копирует его движения. Тот списывает внешние различия на своё состояние, но скоро начинает понимать подвох. Его отвлекает телефонный звонок. В это время слуги вставляют в раму новое зеркало. Макс, желая наказать повара, бросает в зеркало тяжёлый башмак и, соответственно, разбивает его. В различных вариациях это было повторено в фильмах «Утиный суп» (США, 1931 год), «Розовая пантера» (Великобритания, 1963 год), «Остров Гиллигана» (США, 1966 год), «Большой бизнес» (США, 1988 год), «Ширли-мырли» (Россия, 1995 год), эпизоде «Зазеркалье» сериала «Секретные материалы» (США, 1998 год), мультфильмах «Одинокие привидения» с Микки Маусом (1931 год), «Заячий Тоник» с Багзом Банни (1945 год), «Дорога в Германию» с Гриффинами и многих других работах.

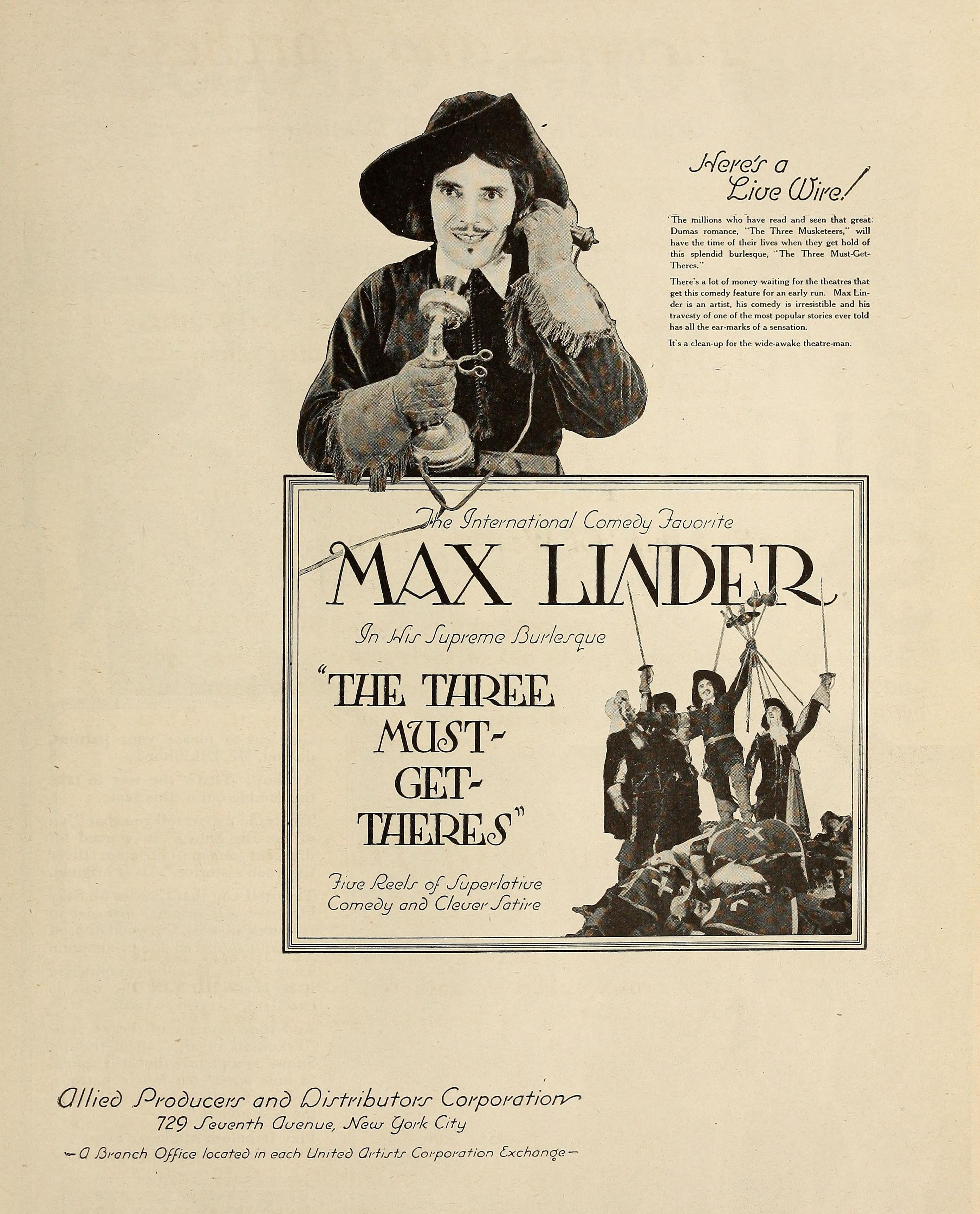
Афиша к кинофильму «Три пройдохи» для проката в США, 1922 год

В кинематографе Российской империи и, позже, в РСФСР образ Макса (фамилию которого произносили искажённо, на немецкий манер, с ударением на первом слоге — Ли́ндер) неоднократно дублировался и, в некотором смысле, намеренно[прояснить] эксплуатировался. В разгар его популярности в 1913 году независимо друг от друга появились два экранных героя с постоянной маской, два «городских жуира» — Антоша (в исполнении комика из Варшавы Антона Фехтнера) и Аркаша (в исполнении эксцентрика театра-кабаре «Летучая мышь» Аркадия Бойтлера). Картины первого финансировал и продвигал Александр Дранков. В их основе — лёгкие постановочные сценки, чаще всего обращающиеся к сексуальности массового зрителя, среди которых «Антоша — вор», «Антоша в балете», «Антоша — укротитель тёщ», «Антоша-двоеженец», «Антоша лысеет», «Антоша между двух огней». Постоянный конкурент Дранкова — Александр Ханжонков, в те же годы открывает серию об Аркаше: «Аркаша женится», «Комната № 13, или Аркашке не везёт», «Аркадий — контролёр спальных вагонов», «Аркаша — спортсмен или для любви преграды нет» и так далее. Впоследствии киноведы именно Аркашу (Аркадия Бойтлера) назвали наиболее одарённым комиком дореволюционного кинематографа России.
В стилистике близкой французскому артисту работал ещё один актёр, клоун, друг Владимира Маяковского — Виталий Лазаренко. Его мастерство высоко оценивалось рецензентами. Основатель советского циркового искусства Рудольф Славский цитирует журнал «Артистический мир»: «Мимика, грация и глубокое понимание психических переживаний героя, справедливо создали Виталию Лазаренко название русского Макса Линдера». Сам же Маяковский использовал образ Линдера и Асты Нильсон в своём фильме 1918 года «Закованная фильмой».
Популярная советская кинокомедия середины 1970-х годов «Здравствуйте, я ваша тётя!» и её персонажи во многом демонстрируют дань уважения творчеству французского актёра, его вкладу в кинематограф. Кроме того, что в фильме демонстрируется несколько эпизодов из картин с участием Макса Линдера, один из главных персонажей Джеки Чесней (в исполнении Олега Шкловского) — добрая пародия на французского комика, «буржуа, который стремится казаться светским львом, субтильный господин, вечно попадающий в нелепое положение и всеми силами старающийся сохранить своё достоинство и элегантность»
.

## Избранная фильмография
Наиболее значимые и (или) часто упоминаемые в киноведческих источниках фильмы Макса Линдера (по Ж. Садулю и Р. Юреневу).

| Год  |   | Русское название                                   | Оригинальное название             | Роль                       |
| ---- | - | -------------------------------------------------- | --------------------------------- | -------------------------- |
| 1905 | ф | Первый выход гимназиста или Первый выход школьника | La Première Sortie d'un collégien | актёр                      |
| 1907 | ф | Дебют фигуриста или Дебют конькобежца              | Les Débuts d'un patineur          | актёр                      |
| 1908 | ф | Макс — воздухоплаватель                            | Max aéronaute                     | актёр                      |
| 1908 | ф | Да здравствует холостяцкая жизнь!                  | Vive la vie de garçon             | актёр, режиссёр            |
| 1909 | ф | Не целуйте вашу служанку                           | N'embrassez pas votre bonne       | актёр                      |
| 1910 | ф | Макс ищет невесту                                  | Max cherche une fiancée           | актёр, режиссёр            |
| 1910 | ф | Макс — гипнотизёр                                  | Max hypnotisé                     | актёр                      |
| 1911 | ф | Макс — жертва хинина                               | Max victime du quinquina          | актёр, режиссёр            |
| 1912 | ф | Макс — преподаватель танго                         | Max, professeur de tango          | актёр, режиссёр, сценарист |
| 1912 | ф | Макс — законодатель мод                            | Max lance la mode                 | актёр, режиссёр, сценарист |
| 1913 | ф | Макс — тореадор                                    | Max toréador                      | актёр, режиссёр, сценарист |
| 1913 | ф | Макс — виртуоз                                     | Max virtuose                      | актёр, режиссёр, сценарист |
| 1913 | ф | Макс — ревнивец                                    | Max jaloux                        | актёр, режиссёр, сценарист |
| 1915 | ф | Макс и шпион                                       | Max et l'espion                   | актёр, режиссёр, сценарист |
| 1916 | ф | Макс — врач поневоле                               | Max médecin malgré lui            | актёр, режиссёр, сценарист |
| 1917 | ф | Макс пересекает океан                              | Max Comes Across                  | актёр, режиссёр, сценарист |
| 1917 | ф | Макс хочет развестись                              | Max Wants a Divorce               | актёр, режиссёр, сценарист |
| 1917 | ф | Макс и такси                                       | Max in a Taxi                     | актёр, режиссёр, сценарист |
| 1919 | ф | Маленькое кафе                                     | Le Petit Café                     | актёр, сценарист           |
| 1920 | ф | Священный огонь                                    | Le Feu sacré                      | актёр, режиссёр, сценарист |
| 1920 | ф | Будьте моей женой                                  | Be my wife                        | актёр, режиссёр, сценарист |
| 1921 | ф | Семь лет несчастья                                 | Seven Years Bad Luck              | актёр, режиссёр, сценарист |
| 1922 | ф | Три пройдохи                                       | The Three Must-Get-Theres         | актёр, режиссёр, сценарист |
| 1923 | ф | На помощь!                                         | Au secours!                       | актёр, сценарист           |
| 1924 | ф | Король цирка                                       | Der Zirkuskönig                   | актёр, сценарист           |